# Ubisoft Quebec
Ubisoft Quebec — компания, которая специализируется на разработке компьютерных игр; дочернее предприятие французского издателя и разработчика Ubisoft. Была основана в 2005 году и размещается в городе Квебек, Канада. По состоянию на 2023 год в студии работает более 600 сотрудников. Является одной из двух основных студий, занимающихся разработкой игр игровой серии Assassin’s Creed.
До 2015 года студия занималась портированием игр и участвовала в создании дополнительного контента. С 2015 года основная специализация — разработка игр с открытым миром для современных платформ. В числе крупных проектов студии — Assassin’s Creed Syndicate, Assassin’s Creed Odyssey и Immortals Fenyx Rising. В сентябре 2022 года был анонсирован следующий проект Ubisoft Quebec — Assassin’s Creed: Codename Red про феодальную Японию. Затем игру переименовали в Assassin’s Creed Shadows.
На раннем этапе студия создала отдельные версии игры Prince of Persia: The Forgotten Sands для игровых платформ Playstation Portable и Wii.

## Разработанные игры
| Название игры                         | Год  | Платформы                                                                       |
| ------------------------------------- | ---- | ------------------------------------------------------------------------------- |
| Rainbow Six: Critical Hour            | 2006 | Xbox                                                                            |
| Open Season                           | 2006 | PSP, NDS                                                                        |
| Rainbow Six: Vegas                    | 2007 | PSP                                                                             |
| TMNT                                  | 2007 | PSP, NDS                                                                        |
| Cranium: Kabookii                     | 2007 | Wii                                                                             |
| Surf’s Up                             | 2007 | PSP, GBA, NDS                                                                   |
| Battle of Giants: Dinosaurs           | 2008 | NDS                                                                             |
| My Stop Smoking Coach with Allen Carr | 2008 | NDS                                                                             |
| Battle of Giants: Dragons             | 2009 | NDS                                                                             |
| Battle of Giants: Mutant Insects      | 2010 | NDS                                                                             |
| Prince of Persia: The Forgotten Sands | 2010 | Wii, PSP                                                                        |
| Marvel Avengers: Battle for Earth     | 2012 | Xbox 360, Wii U                                                                 |
| Might & Magic: Duel of Champions      | 2012 | PC, iOS                                                                         |
| Assassin’s Creed IV: Black Flag       | 2013 | Wii U                                                                           |
| Assassin’s Creed: Unity               | 2014 | PlayStation 4, Xbox One, Windows                                                |
| Assassin’s Creed Syndicate            | 2015 | PlayStation 4, Xbox One, Windows                                                |
| Assassin’s Creed Odyssey              | 2018 | PlayStation 4, Xbox One, Windows                                                |
| Immortals Fenyx Rising                | 2020 | PlayStation 4, PlayStation 5, Xbox One, Xbox Series X, Nintendo Switch, Windows |
| Assassin’s Creed: Shadows             | 2025 | PlayStation 5, Xbox Series X/S, Windows                                         |